# Nándor Gúr
Dans le nom hongrois Gúr Nándor, le nom de famille précède le prénom, mais cet article utilise l’ordre habituel en français Nándor Gúr, où le prénom précède le nom.
Pour les articles homonymes, voir Gur.
 (novembre 2017).
Si vous disposez d'ouvrages ou d'articles de référence ou si vous connaissez des sites web de qualité traitant du thème abordé ici, merci de compléter l'article en donnant les références utiles à sa vérifiabilité et en les liant à la section « Notes et références ».
Nándor Gúr, né le 25 décembre 1957 à Miskolc, est une personnalité politique hongroise, député à l'Assemblée hongroise, membre du groupe MSzP.